# Spoorlijn Groningen - Heerenveen
Een spoorlijn Groningen - Heerenveen is op verschillende momenten voorgesteld, maar tot aanleg kwam het nooit. Drachten behoort als gevolg daarvan tot de grootste plaatsen in Nederland zonder spoorwegaansluiting. Tot 1985 was er wel goederenvervoer tussen Groningen en Drachten.

## Geschiedenis en mogelijk tracé
In oktober 1875 stelde Tweede Kamerlid Bredius tijdens de behandeling van het wetsvoorstel tot aanleg van de spoorlijn Delfzijl-Groningen voor deze te verlengen via Drachten en Heerenveen naar Sneek. Dit werd toen echter met 57 tegen 15 stemmen verworpen.
De spoorlijn Groningen - Heerenveen werd in 2007 voorgesteld door vervoerbedrijf Arriva in combinatie met de provincie Friesland als een van de compensatieprojecten voor het afblazen van de Zuiderzeelijn. De maatschappij zou ook mee willen betalen aan de aanleg. In 2012 werd geadviseerd de spoorlijn niet aan te leggen. In 2008 werd de lijn opgenomen in het regionaal mobiliteitsfonds dat de noordelijke provincies hadden afgesproken met Camiel Eurlings, de minister van Verkeer en Waterstaat.
De lijn zou een verbinding gaan vormen tussen de bestaande stations Groningen en Heerenveen, met twee nieuw te bouwen stations te weten station Drachten en station Leek. Het tracé zou 58 kilometer lang worden en waarschijnlijk 28 kunstwerken tellen. Het zou waarschijnlijk voor het grootste deel parallel aan de A7 komen te liggen. Hiermee zou de spoorlijn een ander tracé volgen dan de in 1985 gesloten tramlijn.

### Hogesnelheidslijn
Bij de presentatie van het compensatiepakket voor Noord-Nederland was de aanleg van deze lijn een van de meest opvallende projecten. De suggestie dat met een aanleg van deze lijn feitelijk een begin werd gemaakt met de aanleg van de Zuiderzeelijn werd door de directeur van Arriva onderstreept met de wens om de nieuwe lijn zo aan te leggen dat deze later uitgebouwd kan worden tot hogesnelheidslijn. De ontwerpsnelheid zou 200 km/h bedragen en de spoorlijn zou in eerste instantie een baanvaksnelheid van 140 km/h hebben.

## Besluit
De totale kosten voor de lijn waren lang onduidelijk: waar eerder over 577 miljoen euro gesproken werd, bleek in het voorjaar van 2009 dat het eerder om 700 miljoen euro zou gaan. In 2012 bleek ook dat de beheer- en onderhoudskosten hier nog niet in zaten. Tevens werd de kans te klein geacht dat de spoorlijn rendabel zou kunnen zijn.
Op 25 mei 2012 heeft het 'Breed Bestuurlijk Overleg', waarin bestuurders en portefeuillehouders van de provincies Friesland en Groningen en van de gemeenten Groningen, Zuidhorn, Leek, Marum, Smallingerland, Opsterland en Heerenveen participeerden, in meerderheid geadviseerd met het project te stoppen. De Provinciale Staten namen vervolgens het uiteindelijke besluit de plannen inderdaad te stoppen.